# Robert Wishart
Robert Wishart (... – Aberdeen, 26 novembre 1316) fu vescovo di Glasgow durante le Guerre di indipendenza scozzesi e fu uno strenuo sostenitore di Robert Bruce e William Wallace secondo l'idea che la libertà della Scozia coincidesse con la libertà della sua Chiesa.

## Al centro del potere
Robert Wishart apparteneva alla famiglia dei Wishart di Pittarrow nel Kincardineshire era di origine anglo normanna, egli doveva essere anche il nipote o il cugino del suo predecessore sul seggio vescovile, William Wishart (morto il 28 maggio 1279) che era divenuto vescovo di Saint Andrews e Cancelliere di Scozia.
Non si sa ne dove ne quando Robert sia nato, le prime notizie che si hanno su di lui dicono che era stato ordinato Arcidiacono presso Saint Andrews e il 29 gennaio 1273 venne ordinato vescovo di Glasgow. La carica gli permise di guadagnare un certo rilievo politico nel paese negli anni in cui sul trono sedeva Alessandro III di Scozia, tanto che quando egli morì nel 1286 divenne uno dei sei Guardiani di Scozia. Alessandro infatti era morto senza eredi e quando la moglie Iolanda di Dreux perse il bambino cui sarebbe toccato il trono passò alla piccola Margherita di Scozia di soli tre anni. Nonostante lui e gli altri Guardiani avessero siglato il Trattato di Birgham nel 1289 secondo il quale la giovane Margherita avrebbe dovuto sposare il principe Edoardo figlio di Edoardo I d'Inghilterra essi fecero in modo di mettere nero su bianco che tale unione non avrebbe scalfito l'indipendenza della Scozia o la sua integrità territoriale.
Purtroppo Margherita morì nel 1290 senza lasciare un erede diretto al trono e lasciando il paese sotto la minaccia di una guerra civile per potersi prendere la corona. In questo contesto i due principali contendenti erano Robert Bruce, V Signore di Annandale e Giovanni di Scozia entrambi imparentati con Davide I di Scozia, l'uno come nipote e l'altro come pronipote ed entrambi discendenti da Enrico di Scozia che di Davide era figlio.
Robert si trovò strettamente coinvolto nella disputa e nei negoziati con Edoardo I che era stato chiamato per dirimere la controversia. Nella contesa si inserirono diversi altri pretendenti, ma nessuno aveva le carte di Bruce o di Balliol. I due si confrontarono dinnanzi alla corte e ai quaranta uditori a Berwick-upon-Tweed e Robert Wishart prese apertamente le parti di Bruce. Tuttavia fu Balliol a spuntarla e nel 1292 venne incoronato. Questo non estromise Robert Wishart dalla vita pubblica, egli rimase entro l'alveo della corte e fu uno dei firmatari della Auld Alliance ratificata nel 1296.
Edoardo non prese bene tale alleanza e chiese conto a Giovanni, questi rispose con un esercito e la reazione di Edoardo non si fece attendere. Nello stesso anno egli invase la Scozia, depose Giovanni e lo portò alla Torre di Londra, in quel periodo Robert, come molti altri uomini eminenti della corte non fecero altro che giurare fedeltà ad Edoardo.

## Il vescovo ribelle
Nonostante il voto di fedeltà appena pronunciato Robert non si fece scrupolo di aiutare chi lottava contro gli inglesi, insieme a William Lamberton e Davide de Moravia (morto nel 1326) organizzò una parte del clero per sostenere le lotte compiute da William Wallace e da Robert Bruce, nipote del defunto Bruce di Annandale. Le ragioni di tale comportamento possono essere trovate nel fatto che la Chiesa scozzese aveva sempre fatto di tutto per preservare la propria indipendenza e le proprie tradizioni entro la Chiesa cattolica in generale, resistendo strenuamente ai tentativi che erano stati fatti per sottometterla all'arcidiocesi di York. La loro resistenza fu tale che nel 1289 papa Niccolò IV ne censurò l'operato per via della loro opposizione a che un qualunque straniero avesse incarichi di rilievo in Scozia. Il tentativo di Edoardo di conquistare il paese dovette sembrargli un buon modo per preparare il terreno alla loro sottomissione a York.
Nel 1297 quando la carriera di rivoltoso di William Wallace era ancora all'inizio Robert Wishart si stava già adoperando per ribellarsi al dominio inglese, il suo primo tentativo finì in un nulla di fatto a Irvine nel luglio di quell'anno, ma ormai i tempi erano maturi.
Robert Wishart venne imprigionato e costretto nuovamente a giurare fedeltà a Edoardo, cosa che fece prontamente e altrettanto prontamente disattese quando venne rilasciato. Nel maggio del 1301 Edoardo scrisse a papa Bonifacio VIII perché rimuovesse Robert Wishart dall'incarico di vescovo, il pontefice non acconsentì, ma scrisse al prelato, intimandogli di desistere dai suoi tentativi di rivolta. Nel 1304 per i patrioti scozzesi la situazione si fece pesante, Edimburgo, Perth e altre città caddero nelle mani di Edoardo e in quell'anno tutti gli oppositori tranne Wallace si sottomisero ad Edoardo che sembrava ormai avere vinto e Robert venne bandito dalla Scozia per un periodo variabile di due o tre anni.

## I due Robert
L'anno dopo Wallace venne ucciso e Bruce si ritrovò pressoché solo, negli anni aveva combattuto Edoardo, ma era anche venuto a patti con lui nel 1302 ed erano ben pochi i nobili disposti a concedergli piena fiducia. Il trono era ancora vacante ora che Giovanni era esiliato in Francia, ma un altro pretendente si opponeva alle pretese di Bruce, John Comyn, III Signore di Badenoch nipote, per parte di zio, del defunto Giovanni. Bruce lo eliminò il 10 febbraio 1306 uccidendolo in una chiesa di Dumfries un atto che era, nel migliore dei casi, di ribellione politica e nel peggiore qualcosa di molto simile a un sacrilegio. Per Bruce si preparava un futuro da scomunicato e da fuori legge, ci sarebbero voluti molti anni perché la Santa Sede lo perdonasse, ma fin dall'inizio ebbe l'appoggio di Robert Wishart e degli ecclesiastici scozzesi.
Bruce e Robert si incontrarono a Glasgow ed egli anziché scomunicarlo come voleva il diritto canonico lo assolse e incalzò i propri fedeli a insorgere a sostegno di Bruce, da lì i due si diressero verso Scone, tradizionale luogo d'incoronazione dei sovrani scozzesi, dove s'incontrarono con altri prelati. Lì, il 25 marzo alla presenza di numerosi testimoni Robert Bruce divenne Roberto I di Scozia.
La reazione inglese non si sarebbe certo fatta attendere e Robert non si tirò indietro, il legno che Edoardo gli aveva dato per sistemare le campane della Cattedrale di Glasgow fu usato per costruire macchine d'assedio e presenziò personalmente all'attacco contro il castello di Cupar.
Tuttavia le cose quell'estate andarono male. Gli inglesi sotto il comando di Aymer de Valence, II conte di Pembroke marciarono e sconfissero Bruce alla Battaglia di Methven in maniera tanto clamorosa da costringere Bruce a nascondersi, mentre Robert Wishart venne catturato a Cupar. Venne quindi portato in Inghilterra dove fu tradotto in prigione e l'unico motivo per cui non fu giustiziato fu l'intervento della Chiesa. Insieme a lui venne imprigionato anche un altro vescovo ribelle, William Lamberton e la diocesi di Glasgow venne affidata a un uomo di Edoardo.
Robert rimase in prigione per otto anni nel corso dei quali arrivò a perdere la vista e fu solo a seguito della vittoria scozzese alla Battaglia di Bannockburn che venne liberato entro gli accordi per lo scambio dei prigionieri.
Una volta libero tornò in Scozia per poi morire nel novembre 1316; venne sepolto nella Cattedrale di Glasgow.